# Liste der Mitglieder im 13. Inatsisartut
Das 13. Inatsisartut wurde bei der Parlamentswahl in Grönland 2018 gewählt und war bis 2021 im Amt.

## Aufbau
- IA: 8
- S: 9
- NQ: 1
- PN: 4
- D: 6
- A: 2
- SA: 1

- IA: 8
- S: 10
- NQ: 1
- PN: 3
- D: 6
- A: 2
- SA: 1

| Partei | Partei               | Abgeordnete zu Beginn der Legislaturperiode | Abgeordnete zum Ende der Legislaturperiode | Abgänge                                  | Zugänge                                    |
| ------ | -------------------- | ------------------------------------------- | ------------------------------------------ | ---------------------------------------- | ------------------------------------------ |
|        | Siumut               | 9                                           | 10                                         | Simon Simonsen Laura Táunâjik            | Henrik Fleischer Jess Svane Jens Danielsen |
|        | Inuit Ataqatigiit    | 8                                           | 8                                          | Sara Olsvig Aqqa Samuelsen               | Aqqa Samuelsen Mariane Paviasen            |
|        | Demokraatit          | 6                                           | 6                                          | Randi Vestergaard Evaldsen Niels Thomsen | Simigaq Heilmann Anna Wangenheim           |
|        | Partii Naleraq       | 4                                           | 3                                          | Henrik Fleischer                         | keine                                      |
|        | Atassut              | 2                                           | 2                                          | keine                                    | keine                                      |
|        | Suleqatigiissitsisut | 1                                           | 1                                          | keine                                    | keine                                      |
|        | Nunatta Qitornai     | 1                                           | 1                                          | keine                                    | keine                                      |
| Gesamt | Gesamt               | 31                                          | 31                                         |                                          |                                            |

## Parlamentspräsidium
|                     | 15. Mai 2018 – 3. Oktober 2018                                                  | 3. Oktober 2018 – 6. November 2018                                              | 6. November 2018 – 11. April 2019                                               | 11. April 2019 – 20. September 2019                                             | 20. September 2019 – 29. Mai 2020                                             | 29. Mai 2020 – 25. September 2020                                             | 25. September 2020 – 27. Oktober 2020                                         | 27. Oktober 2020 – 23. April 2021                                               |
| ------------------- | ------------------------------------------------------------------------------- | ------------------------------------------------------------------------------- | ------------------------------------------------------------------------------- | ------------------------------------------------------------------------------- | ----------------------------------------------------------------------------- | ----------------------------------------------------------------------------- | ----------------------------------------------------------------------------- | ------------------------------------------------------------------------------- |
| Vorsitzender        | Hans Enoksen (Partii Naleraq) Suppleant: Siverth K. Heilmann (Atassut)          | Vivian Motzfeldt (Siumut) Suppleant: Laura Táunâjik (Siumut)                    | Vivian Motzfeldt (Siumut) Suppleant: Laura Táunâjik (Siumut)                    | Vivian Motzfeldt (Siumut) Suppleant: Laura Táunâjik (Siumut)                    | Vivian Motzfeldt (Siumut) Suppleant: Mala Høy Kúko (Siumut)                   | Vivian Motzfeldt (Siumut) Suppleant: Erik Jensen (Siumut)                     | Vivian Motzfeldt (Siumut) Suppleant: Erik Jensen (Siumut)                     | Vivian Motzfeldt (Siumut) Suppleant: Erik Jensen (Siumut)                       |
| 1. Vizevorsitzender | Mimi Karlsen (Inuit Ataqatigiit) Suppleant: Peter Olsen (Inuit Ataqatigiit)     | Mimi Karlsen (Inuit Ataqatigiit) Suppleant: Peter Olsen (Inuit Ataqatigiit)     | Mimi Karlsen (Inuit Ataqatigiit) Suppleant: Stine Egede (Inuit Ataqatigiit)     | Mimi Karlsen (Inuit Ataqatigiit) Suppleant: Stine Egede (Inuit Ataqatigiit)     | Mimi Karlsen (Inuit Ataqatigiit) Suppleant: Stine Egede (Inuit Ataqatigiit)   | Mimi Karlsen (Inuit Ataqatigiit) Suppleant: Stine Egede (Inuit Ataqatigiit)   | Mimi Karlsen (Inuit Ataqatigiit) Suppleant: Stine Egede (Inuit Ataqatigiit)   | Mimi Karlsen (Inuit Ataqatigiit) Suppleant: Stine Egede (Inuit Ataqatigiit)     |
| 2. Vizevorsitzender | Jess Svane (Siumut) Suppleant: Mala Høy Kúko (Siumut)                           | Randi Vestergaard Evaldsen (Demokraatit) Suppleant: Justus Hansen (Demokraatit) | Randi Vestergaard Evaldsen (Demokraatit) Suppleant: Justus Hansen (Demokraatit) | Randi Vestergaard Evaldsen (Demokraatit) Suppleant: Justus Hansen (Demokraatit) | Justus Hansen (Demokraatit) Suppleant: Steen Lynge (Demokraatit)              | Justus Hansen (Demokraatit) Suppleant: Malene Vahl Rasmussen (Demokraatit)    | Simigaq Heilmann (Demokraatit) Suppleant: Malene Vahl Rasmussen (Demokraatit) | Simigaq Heilmann (Demokraatit) Suppleant: Malene Vahl Rasmussen (Demokraatit)   |
| 3. Vizevorsitzender | Randi Vestergaard Evaldsen (Demokraatit) Suppleant: Justus Hansen (Demokraatit) | Jess Svane (Siumut) Suppleant: Henrik Fleischer (Siumut)                        | Jess Svane (Siumut) Suppleant: Henrik Fleischer (Siumut)                        | Nikkulaat Jeremiassen (Siumut) Suppleant: Jens Danielsen (Siumut)               | Nikkulaat Jeremiassen (Siumut) Suppleant: Jens Danielsen (Siumut)             | Nikkulaat Jeremiassen (Siumut) Suppleant: Jens Danielsen (Siumut)             | Nikkulaat Jeremiassen (Siumut) Suppleant: Jens Danielsen (Siumut)             | Nikkulaat Jeremiassen (Siumut) Suppleant: Jens Danielsen (Siumut)               |
| 4. Vizevorsitzender | Nikkulaat Jeremiassen (Siumut) Suppleant: Laura Táunâjik (Siumut)               | Hans Enoksen (Partii Naleraq) Suppleant: Múte B. Egede (Inuit Ataqatigiit)      | Peter Olsen (Inuit Ataqatigiit) Suppleant: Sofia Geisler (Inuit Ataqatigiit)    | Peter Olsen (Inuit Ataqatigiit) Suppleant: Sofia Geisler (Inuit Ataqatigiit)    | Peter Olsen (Inuit Ataqatigiit) Suppleant: Aqqa Samuelsen (Inuit Ataqatigiit) | Peter Olsen (Inuit Ataqatigiit) Suppleant: Aqqa Samuelsen (Inuit Ataqatigiit) | Peter Olsen (Inuit Ataqatigiit) Suppleant: Aqqa Samuelsen (Inuit Ataqatigiit) | Peter Olsen (Inuit Ataqatigiit) Suppleant: Mariane Paviasen (Inuit Ataqatigiit) |

## Abgeordnete
Es wurden folgende Personen gewählt. Personen, die zurzeit nicht Mitglied sind, sind grau markiert:
| Mitglied                   | Geburtsjahr | Partei | Partei                                       | Anmerkung |
| -------------------------- | ----------- | ------ | -------------------------------------------- | --- |
| Hermann Berthelsen         | 1956        |        | Siumut                                       | |
| Doris J. Jensen            | 1978        |        | Siumut                                       | Ministerin in den Kabinetten Kielsen III und IV; zurückgetreten am 18. Oktober 2018                                                      |
| Erik Jensen                | 1975        |        | Siumut                                       | Minister in den Kabinetten Kielsen III, IV und V; zurückgetreten am 22. November 2019                                                    |
| Kim Kielsen                | 1966        |        | Siumut                                       | |
| Karl-Kristian Kruse        | 1974        |        | Siumut                                       | |
| Vivian Motzfeldt           | 1972        |        | Siumut                                       | Ministerin im Kabinett Kielsen III; seit 3. Oktober 2018 Parlamentspräsidentin                                                           |
| Anders Olsen               | 1971        |        | Siumut                                       | |
| Simon Simonsen             | 1961        |        | Siumut                                       | Minister in den Kabinetten Kielsen III und IV; zurückgetreten am 29. November 2018; ausgetreten am 1. April 2019                         |
| Laura Táunâjik             | 1979        |        | Siumut                                       | ausgetreten am 25. September 2020 |
| Aqqaluaq B. Egede          | 1981        |        | Inuit Ataqatigiit                            | |
| Múte B. Egede              | 1987        |        | Inuit Ataqatigiit                            | |
| Stine Egede                | 1964        |        | Inuit Ataqatigiit                            | |
| Sofia Geisler              | 1963        |        | Inuit Ataqatigiit                            | |
| Mimi Karlsen               | 1957        |        | Inuit Ataqatigiit                            | |
| Peter Olsen                | 1961        |        | Inuit Ataqatigiit                            | |
| Sara Olsvig                | 1978        |        | Inuit Ataqatigiit                            | ausgetreten am 5. November 2018 |
| Mikivsuk Thomassen         | 1980        |        | Inuit Ataqatigiit                            | |
| Randi Vestergaard Evaldsen | 1984        |        | Demokraatit                                  | ausgetreten am 1. August 2019 |
| Justus Hansen              | 1968        |        | Demokraatit                                  | |
| Steen Lynge                | 1963        |        | Demokraatit                                  | Minister im Kabinett Kielsen VI |
| Nivi Olsen                 | 1985        |        | Demokraatit                                  | |
| Malene Vahl Rasmussen      | 1994        |        | Demokraatit                                  | |
| Niels Thomsen              | 1981        |        | Demokraatit                                  | ausgetreten am 26. November 2019 |
| Pele Broberg               | 1972        |        | Partii Naleraq                               | Minister im Kabinett Kielsen III; zurückgetreten am 9. September 2018                                                                    |
| Hans Enoksen               | 1956        |        | Partii Naleraq                               | vom 15. Mai 2018 bis zum 3. Oktober 2018 Parlamentspräsident                                                                             |
| Henrik Fleischer           | 1963        |        | Partii Naleraq/ Siumut/ fraktionslos/ Siumut | Parteiaustritt am 19. Mai 2018; Parteieintritt am 20. Mai 2018; Parteiausschluss am 23. Februar 2020; Parteieintritt am 25. Februar 2020 |
| Jens Napaattooq            | 1966        |        | Partii Naleraq                               | |
| Siverth K. Heilmann        | 1953        |        | Atassut                                      | Minister im Kabinett Kielsen IV |
| Aqqalu Jerimiassen         | 1986        |        | Atassut                                      | Minister in den Kabinetten Kielsen III und IV                                                                                            |
| Vittus Qujaukitsoq         | 1971        |        | Nunatta Qitornai                             | Minister in den Kabinetten Kielsen III, IV, V und VI                                                                                     |
| Tillie Martinussen         | 1980        |        | Suleqatigiissitsisut                         | |

Folgende Mitglieder der Siumut kamen als Nachrücker ins Parlament:
| Name                  | Geburtsjahr | 15. Mai 2018 – 3. Okt. 2018 (4) | 3. Okt. 2018 – 5. Okt. 2018 (3) | 5. Okt. 2018 – 18. Okt. 2018 (3) | 18. Okt. 2018 – 24. Okt. 2018 (2) | 24. Okt. 2018 – 29. Nov. 2018 (3) | 29. Nov. 2018 – Jan. 2019 (2) | Jan. 2019 – 1. Apr. 2019 (1) | 1. Apr. 2019 – 9. Apr. 2019 (2) | 9. Apr. 2019 – 10. Apr. 2019 (2) | 10. Apr. 2019 – xx. Apr. 2019 (2) | xx. Apr. 2019 – 9. Sep. 2019 (2) | 9. Sep. 2019 – 22. Nov. 2019 (3) | 22. Nov. 2019 – xx. xxx. 2020 (3) | xx. xxx. 2020 – 1. Mai 2020 (2) | 1. Mai 2020 – 25. Sep. 2020 (1) | 25. Sep. 2020 – 27. Okt. 2020 (2) | 27. Okt. 2020 – 27. Nov. 2020 (3) | ab 27. Nov. 2020 (2) |
| --------------------- | ----------- | ------------------------------- | ------------------------------- | -------------------------------- | --------------------------------- | --------------------------------- | ----------------------------- | ---------------------------- | ------------------------------- | -------------------------------- | --------------------------------- | -------------------------------- | -------------------------------- | --------------------------------- | ------------------------------- | ------------------------------- | --------------------------------- | --------------------------------- | -------------------- |
| Jess Svane            | 1959        | für Minister                    | für Minister                    | für Minister                     | für Minister                      | für Minister                      | für Minister                  | für Minister                 | für Minister                    | für Minister                     | — (Minister)                      | — (Minister)                     | — (Minister)                     | — (Minister)                      | — (Minister)                    | — (Minister)                    | — (Minister)                      | — (Minister)                      | — (Minister)         |
| Jens Danielsen        | 1959        | für Minister                    | für Minister                    | für Minister                     | für Minister                      | für Minister                      | für Hermann Berthelsen        | —                            | — (krankgeschrieben)            | — (krankgeschrieben)             | — (krankgeschrieben)              | für Minister                     | für Minister                     | — (beurlaubt)                     | für Simon Simonsen              | für Simon Simonsen              | für Simon Simonsen                | für Simon Simonsen                | für Simon Simonsen   |
| Nikkulaat Jeremiassen | 1961        | für Minister                    | für Minister                    | — (Minister)                     | — (Minister)                      | — (Minister)                      | — (Minister)                  | — (Minister)                 | — (Minister)                    | für Simon Simonsen               | für Simon Simonsen                | für Simon Simonsen               | für Simon Simonsen               | für Simon Simonsen                | für Laura Táunâjik              | —                               | für Laura Táunâjik                | für Laura Táunâjik                | für Laura Táunâjik   |
| Mala Høy Kúko         | 1969        | für Minister                    | —                               | für Minister                     | —                                 | für Hermann Berthelsen            | —                             | —                            | für Simon Simonsen              | —                                | für Minister                      | —                                | für Laura Táunâjik               | für Laura Táunâjik                | —                               | —                               | —                                 | für Karl-Kristian Kruse           | —                    |

Folgende Mitglieder der Inuit Ataqatigiit kamen als Nachrücker ins Parlament:
| Name             | Geburtsjahr | 15. Mai 2018 – 5. Nov. 2018 (0) | 5. Nov. 2018 – 28. Sep. 2020 (1) | 28. Sep. 2020 – 27. Okt. 2020 (2) | 27. Okt. 2020 – 24. Nov. 2020 (3) | ab 24. Nov. 2020 (2) |
| ---------------- | ----------- | ------------------------------- | -------------------------------- | --------------------------------- | --------------------------------- | -------------------- |
| Aqqa Samuelsen   | ?           | —                               | für Sara Olsvig                  | für Sara Olsvig                   | —                                 | —                    |
| Mariane Paviasen | 1969        | —                               | —                                | für Mimi Karlsen                  | für Sara Olsvig                   | für Sara Olsvig      |
| Debora Kleist    | 1959        | —                               | —                                | —                                 | —                                 | —                    |
| Agathe Fontain   | 1951        | —                               | —                                | —                                 | für Mimi Karlsen                  | —                    |

Folgendes Mitglied der Demokraatit kam als Nachrücker ins Parlament:
| Name               | Geburtsjahr | 15. Mai 2018 – 13. Mär. 2019 (0) | 13. Mär. 2019 – 1. Aug. 2019 (1) | 1. Aug. 2019 – 25. Sep. 2020 (2) | 25. Sep. 2020 – 8. Feb. 2021 (3) | ab 8. Feb. 2021 (2)            |
| ------------------ | ----------- | -------------------------------- | -------------------------------- | -------------------------------- | -------------------------------- | ------------------------------ |
| Simigaq Heilmann   | 1990        | —                                | für Niels Thomsen                | für Niels Thomsen                | für Niels Thomsen                | für Niels Thomsen              |
| Anna Wangenheim    | 1982        | —                                | —                                | für Randi Vestergaard Evaldsen   | — (Minister)                     | für Randi Vestergaard Evaldsen |
| Bo Martinsen       | 1975        | —                                | —                                | —                                | für Randi Vestergaard Evaldsen   | —                              |
| Rachel H. Ingemann | 1962/63     | —                                | —                                | —                                | für Minister                     | —                              |

Folgendes Mitglied der Partii Naleraq kam als Nachrücker ins Parlament:
| Name         | Geburtsjahr | 15. Mai 2018 – 9. Sep. 2018 (1) | 9. Sep. 2018 – 8. Mai 2019 (0) | 8. Mai 2019 – 6. Jun. 2019 (1) | 6. Jun. 2019 – 16. Feb. 2021 (0) | ab 16. Feb. 2021 (1) |
| ------------ | ----------- | ------------------------------- | ------------------------------ | ------------------------------ | -------------------------------- | -------------------- |
| Emanuel Nûko | 1992        | für Minister                    | —                              | für Pele Broberg               | —                                | für Hans Enoksen     |

Folgende Mitglieder der Atassut kamen als Nachrücker ins Parlament:
| Name              | Geburtsjahr | 15. Mai 2018 – 5. Okt. 2018 (1) | 5. Okt. 2018 – 9. Apr. 2019 (2) | 9. Apr. 2019 – 25. Okt. 2020 (0) | 25. Okt. 2020 – 27. Nov. 2020 (1) | ab 27. Nov. 2020 (0) |
| ----------------- | ----------- | ------------------------------- | ------------------------------- | -------------------------------- | --------------------------------- | -------------------- |
| Bentiaraq Ottosen | 1994        | für Minister                    | für Minister                    | —                                | für Siverth K. Heilmann           | —                    |
| Aqqaluk Heilmann  | 1974        | —                               | für Minister                    | —                                | —                                 | —                    |

Aqqaluk Heilmann wechselte am 9. Januar 2020 zur Partii Naleraq. Dabei gab er seinen Nachrückerplatz ab.
Folgendes Mitglied der Nunatta Qitornai kam als Nachrücker ins Parlament:
| Name          | Geburtsjahr | ab 15. Mai 2018 (1) |
| ------------- | ----------- | ------------------- |
| Aleqa Hammond | 1965        | für Minister        |

Wegen der Coronakrise konnten an der außerordentlichen Sitzung am 1. April 2020 nur Abgeordnete teilnehmen, die sich zum Zeitpunkt der Sitzung in Nuuk befanden, das abgeschottet worden war. Dabei waren folgende 17 Abgeordnete anwesend, um die Beschlussfähigkeit zu wahren. Alle waren in der Vergangenheit bereits Parlamentsmitglied gewesen.
- Doris J. Jensen, Siumut (Direktwahl)
- Kim Kielsen, Siumut (Direktwahl)
- Karl-Kristian Kruse, Siumut (Direktwahl)
- Vivian Motzfeldt, Siumut (Direktwahl)
- Jess Svane, Siumut (Nachrückerplatz 1)
- Aqqaluaq B. Egede, Inuit Ataqatigiit (Direktwahl)
- Múte B. Egede, Inuit Ataqatigiit (Direktwahl)
- Sofia Geisler, Inuit Ataqatigiit (Direktwahl)
- Jane P. Lantz, Inuit Ataqatigiit (Nachrückerplatz 8)
- Steen Lynge, Demokraatit (Direktwahl)
- Malene Vahl Rasmussen, Demokraatit (Direktwahl)
- Anna Wangenheim, Demokraatit (Nachrückerplatz 2)
- Malene Broberg, Partii Naleraq (Nachrückerplatz 4)
- Pele Broberg, Partii Naleraq (Direktwahl)
- Panínguaĸ M. Kruse, Atassut (Nachrückerplatz 3)
- Tillie Martinussen, Suleqatigiissitsisut (Direktwahl)
- Aleqa Hammond, Nunatta Qitornai (Nachrückerplatz 1)